# Сен-Пьер-де-Шерен
Сен-Пьер-де-Шеренн (фр. Saint-Pierre-de-Chérennes) — коммуна во Франции, находится в регионе Рона — Альпы. Департамент коммуны — Изер. Входит в состав кантона Сюд-Грезиводан. Округ коммуны — Гренобль.
Код INSEE коммуны — 38443. Население коммуны на 1999 год составляло 355 человек. Населённый пункт находится на высоте от 170 до 1 400 метров над уровнем моря. Муниципалитет расположен на расстоянии около 480 км юго-восточнее Парижа, 85 км юго-восточнее Лиона, 30 км западнее Гренобля. Мэр коммуны — Андре Роме, мандат действует на протяжении 2001—2008 гг.
Динамика населения (INSEE):